# 松木正恵
松木 正恵（まつき まさえ、1959年 - ）は、日本の日本語学者。早稲田大学教育学部国語国文学科教授。

## 人物・経歴
宮城県仙台市生まれ。長崎県立佐世保南高等学校卒業後は、もともと法学部志望だったが父の希望で国語科専攻に進学し、1982年東京学芸大学教育学部中等教育教員養成課程国語科卒業、東京都立南葛飾高等学校定時制教諭。1987年早稲田大学大学院文学研究科修士課程修了、文学修士。同年青森明の星短期大学専任講師。
1989年早稲田大学日本語研究教育センター助手、早稲田大学教育総合研究所兼任研究員。1993年早稲田大学大学院文学研究科博士後期課程単位取得満期退学、早稲田大学教育学部助手。1994年同専任講師。1997年同助教授。2004年早稲田大学教育・総合科学学術院教育学部国語国文学科教授。

## 著作
- 『日本語表現文型 : 用例中心・複合辞の意味と用法』（森田良行と共著）アルク 1990年
- 『일본어 표현 문형 : 용례 중심・복합사 의 의미 와 용법』（森田良行, 呉美善と共著）다락원 1993年
- 『複合辞研究 : その成り立ちと広がり』ひつじ書房 2023年